# 吉布增罗布生图布登旺舒格
吉布增罗布生图布登旺舒格（？—？）民族及籍贯不详，第一世甘珠尔巴格西活佛。

## 生平
吉布增罗布生图布登旺舒格是藏区散川（音译）地玛札关布寺（一作“地玛札闫布寺”）高僧。自其开始，形成了甘珠尔巴格西活佛系统。此后第二世及第三世甘珠尔巴格西活佛也均为藏区散川（音译）地玛札关布寺高僧。